# Episodi di Squid Game (seconda stagione)

Logo coreano della seconda stagione

La seconda stagione della serie televisiva Squid Game, composta da sette episodi, è stata interamente pubblicata sulla piattaforma di streaming Netflix il 26 dicembre 2024.
| nº | Titolo originale                          | Titolo italiano    | Pubblicazione    |
| -- | ----------------------------------------- | ------------------ | ---------------- |
| 1  | 빵과 복권?, Ppang-gwa boggwonLR           | Pane e lotteria    | 26 dicembre 2024 |
| 2  | 할로윈 파티?, Hallowin PatiLR             | Festa di Halloween | 26 dicembre 2024 |
| 3  | 001                                       | 001                | 26 dicembre 2024 |
| 4  | 여섯 개의 다리?, Yeoseos gaeui daliLR     | Sei gambe          | 26 dicembre 2024 |
| 5  | 한 게임 더?, Han geim deoLR               | Ancora un gioco    | 26 dicembre 2024 |
| 6  | O X                                       | O X                | 26 dicembre 2024 |
| 7  | 친구인가 적인가?, Chingu-inga jeog-ingaLR | Amici o nemici     | 26 dicembre 2024 |

## Pane e lotteria
- Titolo originale: 빵과 복권?, Ppang-gwa boggwonLR
- Diretto da: Hwang Dong-hyuk
- Scritto da: Hwang Dong-hyuk

### Trama
A tre anni di distanza dalla fine dei giochi in cui è sopravvissuto, Seong Gi-hun (giocatore 456) e il detective Hwang Jun-ho, fratello del misterioso Front Man e sopravvissuto dopo che quest'ultimo gli ha sparato alla spalla e fatto precipitare dalla scogliera, continuano a cercare ossessivamente l'isola e gli organizzatori del gioco. Gi-hun da tempo si fa aiutare da una squadra di persone da lui assoldate per cercare l'uomo che lo reclutò nella metropolitana per partecipare ai giochi, arrivando a pagarli un miliardo di won per le loro ricerche; Jun-ho invece sta esplorando tutte le isole vicine alla Corea del Sud nel tentativo di ritrovare quella dove si sono svolti i giochi, facendosi aiutare dal capitano Park, colui che lo aveva salvato ritrovandolo in mare.
Intanto, Kim e Woo-seok, due uomini del gruppo che lavora per Gi-hun, dopo una lunga ricerca, riescono a trovare il reclutatore e lo comunicano all'ex giocatore, che si affretta a raggiungerli. Nel frattempo, i due scagnozzi pedinano l'uomo, il quale, attraverso una falsa beneficenza, entra in un parco avvicinandosi ai senzatetto con un panino al cioccolato in una mano e un gratta e vinci nell'altra, offrendo loro la possibilità di sceglierne soltanto uno: quasi tutti i senzatetto scelgono i gratta e vinci, perdendo la possibilità di mangiare il pane. In seguito il reclutatore si allontana in taxi e i due uomini continuano a seguirlo, ma poiché l'attesa di Gi-hun si prolunga i due decidono di attaccarlo, ma egli riesce abilmente a difendersi e imprigionarli e successivamente li costringe a giocare a sasso carta forbici meno una, ovvero una variante del tradizionale gioco in cui i due porgono dapprima entrambe le mani mostrando uno dei tre possibili gesti e dopo ne tolgono una, così da stabilire il vincitore e il perdente. Il perdente di ogni mano subisce una penalità che consiste nel "giocare" alla roulette russa utilizzando una rivoltella a sei colpi con una sola camera caricata. Poiché nessuno dei due perde in breve tempo, il reclutatore decide di invertire le probabilità di morire, da 1 su 6 a 5 su 6, inserendo cinque proiettili nella rivoltella lasciando soltanto una camera vuota. I due giocano così un'ultima volta a sasso carta forbici meno una e a beccarsi il proiettile è il capo della banda, Kim.
Dopodiché Gi-hun giunge nel luogo comunicatogli dai due uomini prima di essere aggrediti, ma anziché trovare il reclutatore trova soltanto tracce di sangue e torna al suo motel, che utilizza come base per le sue operazioni di ricerca. Entrando nella sua stanza trova, di spalle, proprio il reclutatore che racconta a Gi-hun come sia diventato il loro tirapiedi e lo sfida alla roulette russa, offrendogli in caso di vittoria la possibilità di sapere chi si cela dietro ai giochi. Alla fine Gi-hun vince e trova nel taschino della giacca dell'uomo un invito per lui, che fa riferimento ad una festa di Halloween grazie alla quale avrebbe potuto rimettersi in contatto con gli organizzatori del gioco.

## Festa di Halloween
- Titolo originale: 할로윈 파티?, Hallowin PatiLR
- Diretto da: Hwang Dong-hyuk
- Scritto da: Hwang Dong-hyuk

### Trama
Messosi sulle tracce di Gi-hun, il detective Jun-ho piomba nella stanza in cui avevano giocato Gi-hun e il reclutatore, allertato dallo sparo che aveva ucciso il secondo. Dopo aver appurato che Gi-hun è intenzionato a far finire i giochi, pur non rivelando l'identità del Front Man né la natura del suo rapporto con lo stesso, Jun-ho si propone di aiutarlo e contatta un dentista che piazza a Gi-hun un localizzatore in un dente e forma una squadra di tiratori scelti per permettere a Gi-hun di incontrare colui che ha organizzato il gioco a tutti i costi.
Gi-hun, Jun-ho e Woo-seok scoprono una pista dalla giacca del reclutatore che li conduce a una festa di Halloween. I tre elaborano un piano per rintracciare il Front Man e Woo-seok recluta una squadra di mercenari. La squadra si infiltra alla festa di Halloween, dove Gi-hun viene scortato da uno dei soldati vestiti di rosa in una limousine, pedinato dal suo team. Gi-hun affronta il Front Man, che gli parla tramite altoparlante, e richiede che venga posta una fine ai giochi. Quando i veicoli che lo seguono vengono manomessi, Gi-hun avanza al Front Man una nuova richiesta: quella di essere riportato nel gioco come partecipante. Il Front Man acconsente e Gi-hun viene narcotizzato con il gas, pronto per essere trasferito sull'isola dove si svolge la competizione. 
Nel frattempo, Gi-hun continua a prendersi cura della madre di Sang-woo e di Cheol, collaborando con un intermediario per riunire Cheol con sua madre residente nel Nord ed effettua anche una chiamata silenziosa a sua figlia residente negli Stati Uniti. Infine, Kang No-eul, una disertrice nordcoreana che cerca di far trasferire sua figlia dal Nord, viene reclutata nel gioco come soldato triangolo.

## 001
- Titolo originale: 001
- Diretto da: Hwang Dong-hyuk
- Scritto da: Hwang Dong-hyuk

### Trama
Gi-hun si risveglia nel dormitorio del gioco con altri 455 giocatori. Un manager comunica l'aggiunta di nuova clausola: dopo ogni gioco, i giocatori avranno la possibilità di esprimersi attraverso una votazione e, se la maggioranza sarà d'accordo nel lasciare il gioco, i concorrenti potranno fare ritorno a casa e il montepremi accumulato verrà diviso equamente tra i partecipanti rimasti, invece che andare alle famiglie dei giocatori eliminati. Nel frattempo, Jun-ho e la sua squadra perdono traccia dell'isola poiché il localizzatore di Gi-hun è stato rimosso. Gi-hun riconosce il giocatore 390 come il suo amico Jung-bae e lo avvisa di rimanergli vicino. Il primo gioco è un, due, tre, stella!: Gi-hun cerca di fare presente ai giocatori che perdere avrebbe comportato la morte, sebbene molti ignorino i suoi avvertimenti e lo bollino come pazzo. A parte il caos iniziale, le precauzioni di Gi-hun aiutano a ridurre il numero di vittime. Il giocatore 230, un rapper noto come Thanos, assume droghe e inizia a spingere e distrarre alcuni concorrenti provocandone la morte. Gi-hun e il giocatore 120 tentano di salvare un giocatore eliminato che era stato solo ferito, ma No-eul lo giustizia. Dopo il gioco, Gi-hun esorta i giocatori a votare per porre fine al gioco e rivela di essere stato il vincitore di una precedente edizione della competizione. Poiché si giunge a una situazione di parità, e dal momento che la votazione è iniziata in ordine decrescente, il giocatore 001 viene chiamato ad esprimere il voto decisivo: si tratta del Front Man sotto copertura, che Gi-hun non ha mai incontrato di persona, ed egli vota a favore di una continuazione.

## Sei gambe
- Titolo originale: 여섯 개의 다리?, Yeoseos gaeui daliLR
- Diretto da: Hwang Dong-hyuk
- Scritto da: Hwang Dong-hyuk

### Trama
Il giocatore 001, utilizzando lo pseudonimo di Oh Yeong-il, inventa una storia sul motivo per cui ha partecipato al gioco, ispirandosi alla sua passata esperienza, e inizia a legare con Gi-hun e Jung-bae, raccontandogli di aver votato per continuare sperando di trarre vantaggio dall'esperienza di ex giocatore di Gi-hun. A loro si unisce il giocatore 388, Kang Dae-ho, che insieme a Jung-bae condivide un passato nella marina militare sudcoreana. Thanos e il giocatore 124, Nam-gyu, picchiano il giocatore 333, Myung-gi, uno YouTuber che ha truffato milioni di iscritti al suo canale incoraggiandoli a investire in una criptovaluta rivelatasi fraudolenta; tuttavia, il giocatore 001 interviene e ferma con la forza il litigio. Nel frattempo, un gruppo di soldati, guidato da un sovraintendente, inizia a raccogliere gli organi dei partecipanti eliminati con lo scopo di venderli nel mercato nero. Il sovraintendente intima No-eul di ignorare l'attività in questione e di non interferire, ma lei si rifiuta espressamente sostenendo di svolgere solo il lavoro per il quale è stata ingaggiata. Jun-ho tenta di ottenere assistenza dalla polizia, ma senza successo. La giocatrice 222, Kim Jun-hee, l'ex fidanzata incinta di Myung-gi, si palesa dinanzi a lui. Gi-hun, costretto dai giocatori che hanno preferito continuare a giocare, rivela che la sfida successiva avrebbe dovuto essere Caramello ma, con suo stupore, vengono introdotti nuovi giochi: per la seconda sfida viene richiesto ai giocatori di formare squadre da cinque per un pentathlon a sei gambe composto da cinque giochi per bambini: ddakji, biseokchigi, gong-gi, jegi e la trottola, da completare entro un limite di cinque minuti. No-eul intanto continua il sabotaggio del commercio di organi uccidendo i giocatori eliminati, ma ancora vivi.

## Ancora un gioco
- Titolo originale: 한 게임 더?, Han geim deoLR
- Diretto da: Hwang Dong-hyuk
- Scritto da: Hwang Dong-hyuk

### Trama
Dopo che la squadra della giocatrice 120 riesce a vincere grazie al supporto reciproco, molte altre squadre si sentono ispirate e riescono a vincere. Gi-hun si allea con Jung-bae (390), il giocatore 001, Jun-hee (222) e Dae-ho (388) e, nonostante un momento di sconforto di 001, la squadra riesce a vincere e al termine del gioco i cinque decidono di condividere i loro nomi, anche se il giocatore 001 ricorre allo pseudonimo di Oh Young-il, il nome infatti significa proprio "giocatore zero uno" in coreano. No-eul viene attaccata da due soldati coinvolti nel commercio di organi, che le intimano di smettere di interferire. Durante il voto successivo, il giocatore 001 incoraggia gli altri partecipanti a votare contro la continuazione del gioco, ma una maggioranza più ampia opta per proseguire, ritenendo che il montepremi sia ancora troppo basso. Gi-hun si confida con Jung-bae riguardo alla sua crescente incertezza nel salvare tutti. Nel frattempo, Jun-ho e Woo-seok, ora con una squadra di mercenari ampliata, si mettono alla ricerca dell'isola in cui si tengono i giochi. Nel mentre, i 255 giocatori rimasti si avviano a partecipare al terzo gioco, il Raduno, il quale prevede che i giocatori salgano su una piattaforma centrale roteante, che ricorda un carosello, e che, al termine della musica, si radunino nelle stanze appositamente allestite dopo aver formato dei gruppi in base al numero che viene loro annunciato.

## O X
- Titolo originale: O X
- Diretto da: Hwang Dong-hyuk
- Scritto da: Hwang Dong-hyuk

### Trama
Durante il terzo gioco, i giocatori devono compiere delle scelte rispetto al numero di persone con cui rifugiarsi nelle stanze, causando tensioni in molte delle alleanze che si erano venute a creare. Durante uno dei primi turni, infatti, nella confusione generale il giocatore 007 viene separato dalla madre, la giocatrice 149, lasciandola quindi in balia di morte certa, prima che la donna venga salvata da Gi-hun e 001. Nel turno successivo, dopo che le squadre di Gi-hun e della giocatrice 120 Cho Hyun-ju si sono unite per fronteggiare il gioco insieme, a perdere la vita è la giocatrice 095, amica stretta di 120, dopo che, essendo rimasta indietro rispetto al suo gruppo, il giocatore 333 si fionda nella stanza al suo posto, condannandola ad un tragico destino ma salvando il gruppo di 120 (poiché nelle stanze è obbligatorio che ci siano esattamente il numero di persone indicato dall'altoparlante, non di più, né di meno), tra cui si trova anche 222. Nell'ultimo turno del gioco, invece, Jung-bae assiste all'uccisione brutale da parte di 001 di un altro giocatore che si era rifugiato nella loro stanza e che ne avrebbe determinato la morte dato che il numero chiamato era il due. Dopo il gioco, Gi-hun e il giocatore 001 discutono se persuadere o meno gli altri giocatori a votare per terminare il gioco, optando infine per una votazione spontanea in modo da evitare lo scoppio di una rissa fisica. Durante il voto, diversi giocatori, tra cui il giocatore 125, di nome Min-su, sottomesso alla volontà di Thanos e Nam-gyu, cambiano il loro voto, favorendo la conclusione dei giochi. Il voto del giocatore 001 porta ad un pareggio: a questo punto, viene comunicato che i giocatori avrebbero avuto una notte come tempo di riflessione prima di esprimere un nuovo voto. Nel bagno, Thanos e Nam-gyu fanno pressione sul giocatore 125 per fargli cambiare il voto a favore della continuazione, ma Myung-gi e altri giocatori che hanno votato per uscire intervengono in sua difesa. Nella rissa che segue, quando Thanos sta per strangolare Myung-gi, quest'ultimo lo pugnala mortalmente con una forchetta che era stata consegnata ai giocatori al momento del pasto. Nel frattempo, la squadra di Jun-ho localizza un possibile ingresso sull'isola, per poi scoprire che si tratta di una trappola con esplosivi, che uccide uno dei mercenari.

## Amici o nemici
- Titolo originale: 친구인가 적인가?, Chingu-inga jeog-ingaLR
- Diretto da: Hwang Dong-hyuk
- Scritto da: Hwang Dong-hyuk

### Trama
Durante la notte passata in barca, il capitano Park viene sorpreso da uno dei mercenari a danneggiare un drone impiegato per facilitare la ricerca dell'isola. Il capitano, colluso con gli organizzatori dei giochi, approfitta dell'ubriachezza dell'uomo per colpirlo mortalmente e farlo cadere in mare. 
La notte porta anche le due fazioni a scontrarsi in una rivolta sanguinosa. A questo punto Gi-hun raccoglie un numero ristretto di giocatori ed elabora un piano: nascondersi sotto i letti durante la rivolta e aspettare l'arrivo delle guardie per poi prendere le armi, scoraggiare la prosecuzione degli scontri tra giocatori e invece incominciare la ribellione contro il sistema. Una volta disarmate con successo le guardie intervenute per placare gli scontri tra i giocatori, Gi-hun, insieme ai giocatori che si offrono di aiutarlo, si arma e si mette alla ricerca della sala di controllo. Nel tragitto, parte dei ribelli è impegnata in uno scontro a fuoco con le altre guardie rosa sopraggiunte a fermarli. Gi-hun e Jung-bae vengono mandati avanti e raggiungono la scalinata che conduce alla sala di controllo, ma devono affrontare diverse altre guardie appostate. Il tempo passa e le munizioni scarseggiano: i ribelli perciò inviano il giocatore 388 a recuperare munizioni dalle tasche delle guardie nella stanza principale dove si trova il resto dei giocatori riluttanti ad andare a combattere. Una volta lì, tuttavia, Dae-ho si fa prendere dal panico e cambia idea, decidendo di restare nella sala principale invece di tornare a combattere. Mentre la giocatrice 120 si salva in quanto ritornata nella sala principale per recuperare le munizioni pochi minuti prima dell'arrivo delle guardie, i restanti ribelli, escluso il giocatore 246, vengono uccisi nell'ambito della soppressione della rivolta. Il giocatore 001, insieme ad altri due ribelli, raggiunge Gi-hun e Jung-bae, informando loro che avrebbe provato ad aggirare le guardie sulle scale da un'altra direzione così da eliminarle. Durante la manovra, tuttavia, si libera dei due ribelli uccidendoli. Gi-hun e Jung-bae, privi ormai di munizioni, sono costretti ad arrendersi. Il Front Man nel frattempo recupera la propria maschera e appare dinanzi ai giocatori giustiziando Jung-bae sotto gli occhi disperati di Gi-hun.
Durante i titoli di coda, viene mostrata un'anteprima di uno dei  giochi successivi, il salto della corda, in quanto i giocatori che non avevano preso parte alla sparatoria hanno ancora tre sfide da affrontare.